# Lee Pavlo Romanovich
Pavlo Romanovych Lee (Eupatória, 10 de julho de 1988 – Irpin, 6 de março de 2022) foi um ator de teatro e cinema, dublador, cantor e compositor ucraniano.

## Biografia
Ele tocou no Kyiv Wheel Theatre, atuou em filmes e comerciais. Ele se tornou uma das estrelas do primeiro filme de terror "Gallery" de Lubomyr Levitsky (2007). Ele também estrelou o filme "Shadows of Unforgotten Ancestors" (2013).
Ele ganhou grande popularidade durante sua participação na versão ucraniana do show "Factory of Stars 3" não foi uma vitória, no entanto, foi notado por Konstantin Meladze e Anastasia Prikhodko.

Devido à invasão da Ucrânia pela Rússia, Pavlo Lee juntou-se às Forças Armadas da Ucrânia. Em 25 de fevereiro de 2022, ele publicou nas mídias sociais um episódio do drama militar "Peaceful-21" de Akhtem Seitablaev, onde desempenhou um dos papéis - um filme sobre o heroísmo dos guardas de fronteira de Luhansk no verão de 2014. O último posto foi dedicado ao seu serviço nas fileiras das Tropas:
"Nas últimas 48 horas, há uma oportunidade de sentar e tirar uma foto de como estamos sendo bombardeados, e estamos sorrindo porque vamos conseguir, e tudo será a Ucrânia. Nós trabalhamos!".
Ele morreu em 6 de março de 2022 , sob bombardeio em Irpin, onde ocorreram combates ferozes com os ocupantes russos. O advogado e jornalista ucraniano Yaroslav Kuts foi o primeiro a relatar a morte de Pavel Lee: "Pasha Lee... Eles nem tiveram tempo de tirar uma foto... Descanse em paz".